# James Fisher Robinson
James Fisher Robinson, född 4 oktober 1800 i Scott County, Kentucky, död 31 oktober 1882 i Scott County, Kentucky, var en amerikansk politiker. Han var Kentuckys guvernör 1862–1863. Han var först whig och efter det partiets upplösning var han demokrat, vilket parti han representerade som guvernör.
Robinson gifte sig 1821 för första gången med Susan Mansell. Den första hustrun avled år 1835 och Robinson gifte 1839 om sig med Willina Herndon som avled år 1861. Robinson gifte sig en tredje gång år 1873. Sin politiska karriär inledde han som whig. År 1851 valdes han för första gången in i Kentuckys senat. Brodern John McCracken Robinson hade varit ledamot av USA:s senat.
Robinson efterträdde 1862 Beriah Magoffin som Kentuckys guvernör och efterträddes 1863 av Thomas E. Bramlette. Robinson hade tillträtt guvernörsämbetet i egenskap av talman i Kentuckys senat. Efter tiden som guvernör återvände han till sitt jordbruk i Scott County. I presidentvalet 1864 stödde han George B. McClellan. Robinson avled 1883 och gravsattes på Georgetown Cemetery i Georgetown.